# Wonder Peak
Wonder Peak är en bergstopp i Kanada.   Den ligger i provinsen Alberta, i den centrala delen av landet, 3 000 km väster om huvudstaden Ottawa. Toppen på Wonder Peak är 2 850 meter över havet. Wonder Peak ligger vid sjön Marvel Lake.
Terrängen runt Wonder Peak är bergig åt sydost, men åt nordväst är den kuperad.Trakten runt Wonder Peak är nära nog obefolkad, med mindre än två invånare per kvadratkilometer.. Det finns inga samhällen i närheten. 
Trakten runt Wonder Peak består i huvudsak av gräsmarker.